# J'ai la mémoire qui flanche
Pistes de Jeanne Moreau chante 12 chansons de Cyrus Bassiak
La vie s'envole
J'ai la mémoire qui flanche est une chanson française enregistrée pour la première fois par Jeanne Moreau en 1963. La chanson est écrite et composée par Serge Rezvani (qui avait pris le pseudonyme de Cyrus Bassiak). 
Elle comporte une allusion à la couleur "vert de gris" (traduction du feldgrau de la Wehrmacht sous l'Occupation).
Cette chanson figure sur le 33 tours intitulé Jeanne Moreau chante 12 chansons de Cyrus Bassiak, produit par Jacques Canetti, alors producteur indépendant. Sorti en 1963, cet album est récompensé en 1964 du Grand Prix du disque de l'académie Charles-Cros.
La chanson a notamment été reprise par Mona Heftre et par Serge Rezvani lui-même dans le coffret "Serge Rezvani Le tourbillon de mes chansons" paru en septembre 2024 aux Productions Jacques Canetti